# فورد لانداو
فورد لاندا (Ford Landau) خودرویی است که در سال‌های ۱۹۷۱ تا ۱۹۸۳تولید شده‌است. 
این خودرو در کلاس خودرو سایز بزرگ قرار گرفته و طراحی آن خودروهای موتور جلو-محور عقب بوده است. سیستم جعبه‌دندهٔ آن ۳ دنده به دو صورت خودکار و دستی است.